# Charlotte McKinney
Charlotte Ann McKinney (Flórida, 6 de agosto de 1993) é uma atriz e modelo norte-americana.

## Biografia e carreira
McKinney nasceu e foi criada em Orlando, Flórida. Depois de abandonar o ensino médio aos 17 anos, McKinney seguiu uma carreira de modelo, utilizando o Instagram como um portfólio. Logo se tornou famosa, chegando inclusive a ser convidada para posar na revista Esquire.
McKinney credita à rede social como um fator importante em seu sucesso, que inclui campanhas para a marca de moda Guess.
McKinney se destacou no comercial de Carl's Jr., lançado on-line em janeiro de 2015 e transmitido regionalmente nos Estados Unidos durante Super Bowl XLIX. O anúncio viral mostrava McKinney andando em um mercado de fazendeiros, afirmando que ela era "all natural" (praticante do naturismo), utilizando-se de duplo sentido para sugerir que ficava nua com itens estrategicamente colocados no mercado, até revelar que na verdade ela estava de biquíni comendo o hambúrguer "All Natural".
O sucesso do comercial levou McKinney a ser apelidada de "a próxima Kate Upton", que também ganhou atenção nacional por aparecer em um comercial de Carl's Jr. durante um Super Bowl.
Em 24 de fevereiro de 2015, McKinney foi anunciada como uma das celebridades que competiriam em Dancing with the Stars. Seu parceiro profissional era Keoikantse Motsepe. O casal foi o segundo a ser eliminado e terminou em 11º lugar.
McKinney apareceu como Missy no filme Joe Dirt 2: Beautiful Loser (2015). Em 2017, ela apareceu na adaptação cinematográfica de Baywatch e o remake de Flatliners.

## Vida pessoal
Sua mãe é canadense. Ela tem uma irmã mais velha chamada Garland. Ela tem dislexia e disse que já foi alvo de bullying como resultado de seu desenvolvimento físico durante a puberdade.

## Filmografia

### Filme
| Ano  | Título                        | Papel            | Notas               |
| ---- | ----------------------------- | ---------------- | ------------------- |
| 2007 | The Diary of Tommy Crisp      | Chianti          |                     |
| 2010 | Thresholds                    | Claire           |                     |
| 2015 | Joe Dirt 2: Beautiful Loser   | Missy            | Diretora            |
| 2016 | The Late Bloomer              | Attractive Woman |                     |
| 2017 | Mad Families                  | Sharni           | Diretora            |
| 2017 | Literally, Right Before Aaron | Charlotte        |                     |
| 2017 | Baywatch                      | Julia            |                     |
| 2017 | Flatliners                    | Girl on Bicycle  |                     |
| 2020 | Fantasy Island                | —                | Filme; pós produção |
| TBA  | The Argument                  | Lisa             | Filme; pós produção |

### Televisão
| Ano  | Título                 | Papel           | Notas                                  |
| ---- | ---------------------- | --------------- | -------------------------------------- |
| 2006 | Doctors                | Jenny Nibbs     | Episódio: "Young at Heart"             |
| 2015 | Dancing with the Stars | Ela mesma       | 2 Eliminada                            |
| 2015 | Doctor Foster          | Bridewell Nurse | 1 Episódio                             |
| 2016 | Lip Sync Battle        | Herself         | Episódio: "Olivia Munn vs. Kevin Hart" |
| 2017 | Growth                 | Tiffany         | Episódio: "Hot Yoga"                   |
| 2018 | MacGyver               | Mia             | Episódio: "Hammock + Balcony"          |
| 2019 | Historical Roasts      | Mary Austin     | Episódio: "Freddy Mercury"             |

### Videoclipes
| Ano  | Música            | Artista               |
| ---- | ----------------- | --------------------- |
| 2015 | "Punching Bag"    | Akillezz              |
| 2015 | "Can It Be You?"  | North of Mine         |
| 2015 | "Might Not"       | Belly feat The Weeknd |
| 2016 | "I'm Not The One" | Pete Yorn             |
| 2016 | "Body Moves"      | DNCE                  |